# Corneliu Calotescu
Corneliu Calotescu (n. 1889 – d. 1970) a fost un general român, care a luptat în cel de-al Doilea Război Mondial. Generalul Calotescu a fost guvernatorul militar al Bucovinei și a dat ordinul ca evreii din Cernăuți să fie arestați, iar averile lor să fie confiscate.
5 septembrie 1941 - 13 aprilie 1943, a fost numit guvernator al Bucovinei unde s-a ocupat cu deportările evreilor.
La 10 octombrie, guvernatorul Calotescu emitea Ordinele pentru înființarea ghetoului Cernăuți, pentru confiscarea averilor și pentru deportarea peste Nistru a evreilor.
Corneli Calotescu a fost general de divizie, Guvernator al Bucovinei și Șef de Stat Major. În 1940, după încheierea Pactului Ribbentrop-Molotov, a dat
ordin (nr. 212.107/31 august 1940) de retragere a trupelor române, motivându- și astfel hotãrârea: "în caz de refuz, statul
român va fi complet desființat...".
- 1940 – 1941 - Secretar General la Subsecretariatul de Stat Al Forțelor terestre.
- 1941 - Viceguvernator al Bucovinei
- 1941 – 1943 Guvernator General al Bucovinei
- 21 martie 1943 - 23 august 1944 - Comandantul Diviziei 3 Infanterie.
- 23 august 1944 – 1945 - În rezervă.
- 1945 - Pensionat.
- După 6 martie 1945 a fost dat afară din cadrul armatei.

S-a născut la 19 noiembrie 1889 într-o familie de militari cu tradiție, ca fiu al lui Constantin și Felicia Calotescu. Tatăl său, colonelul Constantin Calotescu, a fost comandantul Regimentului 30 Dorobanți Muscel în timpul Primului Război Mondial. Corneliu Calotescu a urmat tot cariera armelor, absolvind cu rezultate excelente cursurile Școlii Militare de Infanterie în anul 1910. Avansat la gradul de sublocotenent, a fost repartizat la Regimentul 30 Dorobanți Muscel, o unitate cu mari tradiții de luptă. În marea încleștare din anul 1917, pe frontul din sudul Moldovei luptau alături tatăl lor, Tiberiu, sublocotenent în rezervă la același regiment, și Corneliu, ofițer activ.
A fost decorat cu Ordinul „Mihai Viteazul”, clasa III, pentru modul cum și-a condus compania din Regimentul 30 Infanterie în Bătălia de la Mărăști.
„Pentru vitejia și avântul cu care a condus compania la 15 iulie 1917 la atacul cotelor 537 și 647 de pe Dealul Secătura. Deși apărătorii au opus o rezistență din cele înverșunate, a continuat lupta cu furie și a smuls pozițiunea din mâinile inamicului”
Înalt Decret no. 849 din 11 august 1917:p. 100
În carte se povestește cum, la un moment dat, în timpul bătăliei de la Mărăști, colonelul Calotescu a fost chemat într-un anume punct al dispozitivului de apărare. Acolo, așezat într-o căruță se afla trupul neînsuflețit al fiului său, Tiberiu. Pentru că nu era timp nici măcar pentru lacrimi, tatăl și-a îmbrățișat fiul, a salutat și s-a îndreptat în fugă spre punctul de comandă al regimentului. După război, atât tatăl cât și fiul rămas în viață au fost decorați cu Ordinul „Mihai Viteazul” în grad de cavaler.
Cariera militară a ofițerului Corneliu Calotescu a evoluat impetuos: la 1 octombrie 1936 a fost numit șef de Stat Major al Corpului 5 Armată, la 1 octombrie 1939 comandant al Brigăzii 5 Infanterie, la 25 octombrie același an fiind avansat la gradul de general de brigadă.
Cunoscându-l foarte bine din perioada când a fost comandant la Pitești, generalul Antonescu l-a numit guvernator al provinciei Bucovina la 5 septembrie 1941. În 1942 a fost avansat general de divizie și a preluat comanda Diviziei 3 Infanterie din Pitești. Ulterior a mai comandat și Divizia 2 Munte, luptând pentru eliberarea Ardealului.
Este arestat, judecat în primul lot al criminalilor de război și condamnat la moarte. Sentința inițială a fost modificată în muncă silnică pe viață prin decret regal:
„MIHAI I, Prin grația lui Dumnezeu si Voință națională, Rege al României, La toți de față, și viitori, sănătate:
Asupra raportului d-lui ministru secretar de Stat la Departamentul Justiției cu Nr. 54.713 din 1945,
În virtutea decretului regal Nr. 1.626 din 31 August 1944, publicat în Monitorul Oficial Nr. 202 din 2 Septemvrie 1944, privitor la prerogativele regale,
Am decretat și decretăm :
Art. I. Comutăm în, pedeapsa muncii silnice pe viață,- pedeapsa cu moartea la care generalul de rezervă Macici Nicolae, general de divizie Trestioreanu Constantin, general de divizie rez. Calotescu Corneliu... au fost condamnați de Tribunalul Poporului prin hotărîrea Nr. 1 din 22 Mai 1945.”
A fost deținut la penitenciarul Aiud și eliberat în 1956 fiind 12 ani în detenție, interzicându-i-se orice legătură cu familia. A fost grațiat prin decretul nr. 42/1955 și a fost eliberat în anul 1957. Timp de 10 ani i s-au interzis toate drepturile. Până în 1944 fusese decorat cu „Steaua României” cu spade, „Crucea de Fier” a Germaniei și „Legiunea de Onoare” a Franței. În aprilie 1968, când a vizitat România, președintele Franței Charles de Gaulle a întrebat ce mai face fostul său coleg de la Academia Militară „Saint Cyr”, manifestându-și dorința de a-l revedea. În trei zile, Corneliu Calotescu a fost reabilitat, a primit pensie și i s-a repartizat un apartament confortabil, complet mobilat. Apoi, în uniformă de general, a fost prezentat fostului său coleg de la „Saint Cyr”.

## Decorații
- Ordinul „Coroana României” în gradul de Comandor (8 iunie 1940)[4]
- Ordinul „Mihai Viteazul”, clasa III, 11 august 1917[2]:p. 93